# Football Manager 2007
Football Manager 2007 — игра серии Football Manager, игра о футбольном менеджменте от Sports Interactive, издаваемая SEGA. Она была выпущена для Microsoft Windows, Mac, Apple-Intel 18 октября, с планами дальнейших изданий под Xbox 360. Демоверсия для PC и Macintosh была выпущена 30 сентября. Она доступна на официальном сайте разработчиков, среди прочего, она позволяет сыграть первые 6 месяцев сезона.
Разработчики игры заявляют, что новая версия включает в себя более 100 новых наработок, также как и небольших изменений и исправлений. Это будет уже вторым доработанным выпуском игры на движке Football Manager 2005.

## Нововведения в игре
- Психологический фактор, влияющий на исход поединка. Можно улучшать психологический климат в команде с помощью взаимодействия с игроками и прессой или негативно влиять на настрой команды соперника.
- Тактические установки на игру. Каждому члену команды при необходимости вы выдаёте задания на матч.
- Доноры. Молодых неопытных игроков теперь допускается отправлять играть за дружественную команду из низшего дивизиона, чтобы они улучшили свои навыки.
- Улучшение работы скаутов. О потенциале разведчика можно узнать, оценив «индикатор знаний».
- Продвинутые футбольные агенты. Теперь на последних этапах сделки футбольные агенты требуют дополнительные деньги, чтобы юный талант не оказался у ваших конкурентов.
- Улучшенная система молодежных команд. Полностью обновлён метод генерации новых игроков.
- Новый графический интерфейс. В игре доступен более удобный интерфейс с точки зрения навигации.
- Экран подсказок. При сохранении или загрузке игры вы увидите экран подсказок.
- Комментирование решений судей. Менеджер и NPC могут комментировать решения судей, которые не всегда бывают правильными.
- Улучшенное взаимодействие со СМИ.

## Критика
| Сводный рейтинг | Сводный рейтинг |
| Агрегатор       | Оценка          |
| --------------- | --------------- |
| GameRankings    | 85,80 %         |

Игра получила премию BAFTA в области игр 2007 года в номинации The PC World Gamers Award (по результатам голосования игроков).